# Savannah CDP (Nueva York)
Savannah es un lugar designado por el censo ubicado en el condado de Wayne en el estado estadounidense de Nueva York. En el Censo de 2020 tenía una población de 487  habitantes y una densidad poblacional de 159,67 habitantes por km². Fue incluido como CDP en el censo de 2020.

## Geografía
Savannah se encuentra ubicado en las coordenadas 43°04′00″N 76°45′34″O / 43.06667, -76.75944. Según la Oficina del Censo de los Estados Unidos,  tiene una superficie total de 3,05 km², todos correspondientes a tierra firme.